# 7. domobranska pukovnija HV
7.domobranska pukovnija Zadar, jedna od najbolje organiziranih i ustrojenih pukovnija u Oružanim snagama Republike Hrvatske. Osnovana 27.07.1992 godine. Sedmoj domobranskoj pukovniji su pristupili već iskusni vojnici iz već utemeljenih zadarskih postrojbi koje su novim ustrojem svedene ili na taktičke grupe, 112. brigada (Zadar)  i 134. brigada (Biograd/Benkovac), ili potpuno ukinute kao 159. (Zadar) i 164. brigada (Zadar/Starigard) (obe nastale od samostalnih bojni 112. brigade) 
Domobranske pukovnije HV. trebale su sa snagama UN provesti mirnu reintegraciju okupiranih područja koje su definirane kao UNPA zone ( UN zaštićene zone «pink zone»).

## Ratni put
Odmah po utemeljenju preuzela je dio bojišnice na Velebitu, koji je držala Planinska satnija sa području Starigrada, sastavljena od već iskusnih i provjerenih ratnika. Do kraja 1992. preuzeta je cijela bojišnica od Novskog ždrila, pa do Zrilića ponad Gorice. U sastav pukovnije uključeni su dragovoljci iz Zadra i zadarskog zaleđa, sa golemim ratnim iskustvom i željom da se postrojba osposobi za konačno oslobađanje Domovine.
Neposredno pred sam početak «Akcije Maslenica» obavljen je prihvat postrojbi koje su u akciji sudjelovale te izviđanje i uvođenje novopridošlih postrojbi koie su bile raspoređene na pojedinim pravcima napada. Bez kvalitetnih obavještajnih podataka i poznavanja bojišnice od strane pripadnika pukovnije, sigurno se akcija «Maslenica» ne bi mogla uspješno izvesti. Pripadnici pukovnije posebno su se oslobađanju Podgradine, Paljuva, Novigrada, zatim u oslobađanju Zračne luke, Crnog, Murvice, Smokovića, Škabrnje. U samoj akciji poginulo je pet pripadnika a više desetaka ih je ranjeno. Nakon Maslenice zapovijedanje preuzima brigadir Danijel Kotlar, nakon njega Damir Vicković i Danijel Telesmanić Did.
U operaciji «Oluja» pukovnija besprijekorno ostvaruje dobivenu zadaću i oslobađa zadarsko zaleđe: Škabrnja, G. Zemunik, Nadin, Korlat, Bruška. Konačno, sredinom kolovoza 1995. pukovnija dobiva zonu odgovornosti na planini Bobara i s ostalim postrojbama Hrvatske vojske sudjeluje u operaciji «Maestral» kada se oslobađa Drvar.  Nakon umirovljenja pukovnika Danijela Telesmanića Dida 1997. godine, pukovnijom zapovijeda pukovnik Darko Banić, do konačnog ustrojbenog gašenja postrojbe 1998. godine.
Kroz postrojbu je prošlo više od 5000 branitelja, 35 ih je poginulo u Domovinskom ratu, a više stotina ih je ranjeno.